# Prêmio Saci de Melhor Atriz
O Prêmio Saci de Melhor Atriz foi um dos prêmios oferecidos pelo O Estado de S.Paulo, entregue em honra às atrizes que se destacaram no papel principal de obras cinematográficas de determinado ano. A categoria foi entregue inicialmente em 1951, ocasião em que Marisa Prado venceu por sua interpretação em Terra É Sempre Terra, sendo, portanto, a primeira laureada nessa categoria.
Eliane Lage e Eva Wilma foram premiadas duas vezes, respectivamente.

## Vencedoras
Na tabela a seguir estão listadas as laureadas com o prêmio.

Marisa Prado foi a primeira vencedora, pela atuação em Terra É Sempre Terra.

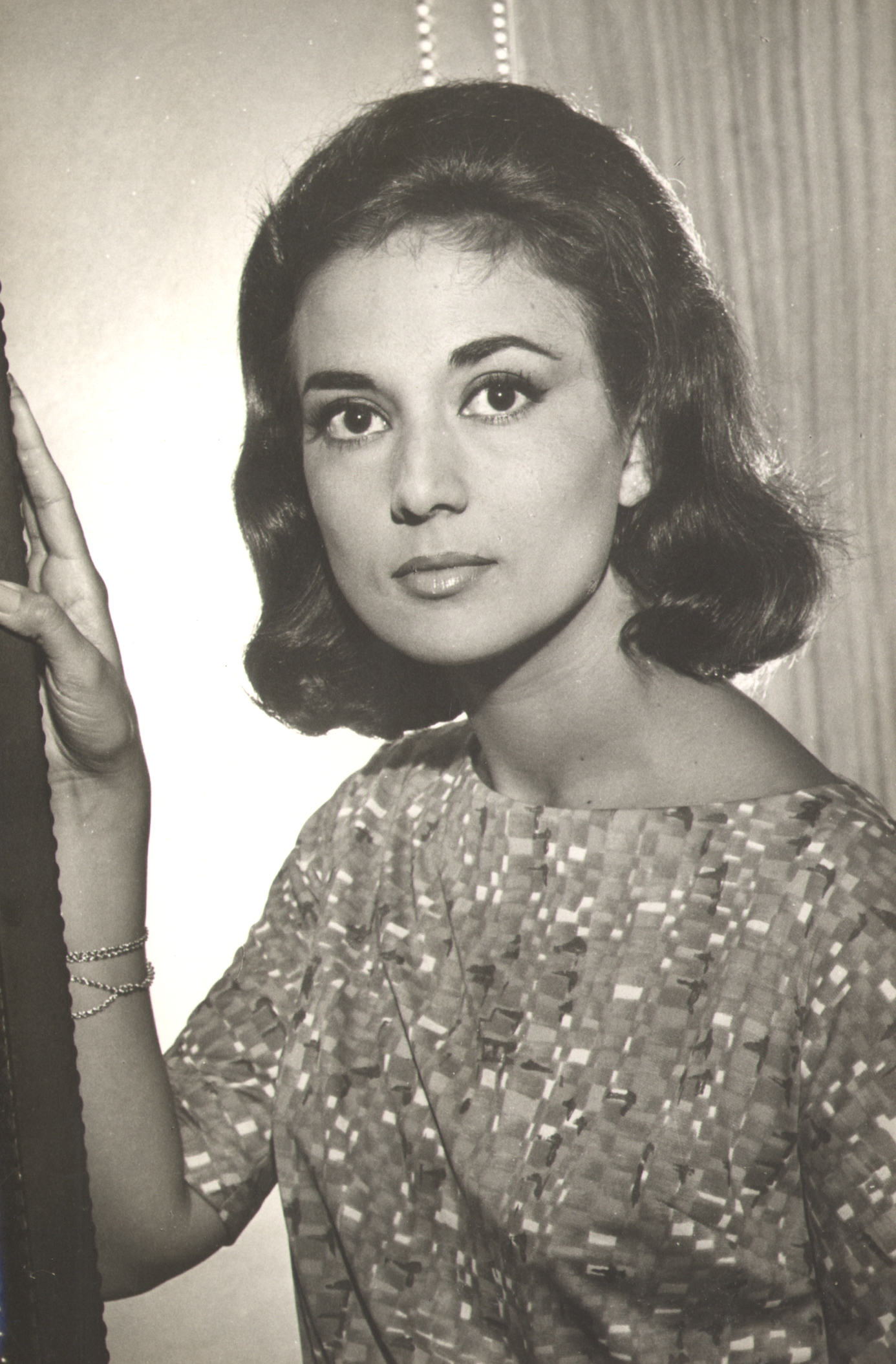
Eva Wilma venceu o prêmios duas vezes, pelas atuações em Chico Viola Não Morreu e Cidade Ameaçada.

### Década de 1950
| Ano  | Vencedores e Indicados | Personagem           | Filme                  | Ref.  |
| ---- | ---------------------- | -------------------- | ---------------------- | ----- |
| 1951 | Marisa Prado           | Lina                 | Terra É Sempre Terra   | [ 1 ] |
| 1952 | Fada Santoro           | Gisela               | Areias Ardentes        | [ 2 ] |
| 1953 | Eliane Lage            | Sinhá Moça           | Sinhá Moça             | [ 3 ] |
| 1954 | Eliana Macedo          | Iracema              | A Outra Face do Homem  | [ 4 ] |
| 1955 | Inezita Barroso        | Amélia               | Mulher de Verdade      | [ 5 ] |
| 1956 | Eva Wilma              | Maria das Trançinhas | Chico Viola Não Morreu | [ 6 ] |
| 1957 | -                      | -                    | -                      |       |
| 1958 | Susana Freyre          | Elena                | Meus Amores no Rio     |       |
| 1959 | Eliane Lage            | Ravina               | Ravina                 | [ 7 ] |

### Década de 1960
| Ano  | Vencedores e Indicados | Personagem | Filme                     | Ref.   |
| ---- | ---------------------- | ---------- | ------------------------- | ------ |
| 1960 | Eva Wilma              | -          | Cidade Ameaçada           |        |
| 1961 | Araçary de Oliveira    | Alice      | Bahia de Todos os Santos  |        |
| 1962 | Norma Bengell          | Leda       | Os Cafajestes             | [ 8 ]  |
| 1963 | Glória Menezes         | Açucena    | Lampião, o Rei do Cangaço | [ 9 ]  |
| 1964 | Odete Lara             | Cristina   | Noite Vazia               |        |
| 1965 | Darlene Glória         | -          | Choque de Sentimentos     | [ 10 ] |
| 1966 | Fernanda Montenegro    | Zulmira    | A Falecida                | [ 11 ] |